# 香登町
香登町（かがとちょう）はかつて岡山県和気郡にあった町である。現在の備前市。

## 概要
香登小学校区にあたる地域。香登駅があり、国道2号が通る。1955年3月31日に周辺市町村と合併し備前町が発足した。1995年（平成7年）4月に開館の香登公民館などもあり、利便性も良い。

## 沿革
- 1889年6月1日 - 町村制施行に伴い、和気郡岩戸村、田土村、丸山村、南山方村、矢田村が合併し、香登村として発足。
- 1927年10月1日 - 町制施行して香登町となる。
- 1955年3月1日 - 鶴山村・備前町・伊里町・邑久郡鶴山村と合併し、備前町となる。
- 1971年4月1日 - 備前町・三石町が合併して備前市となる。

## 香登の町並

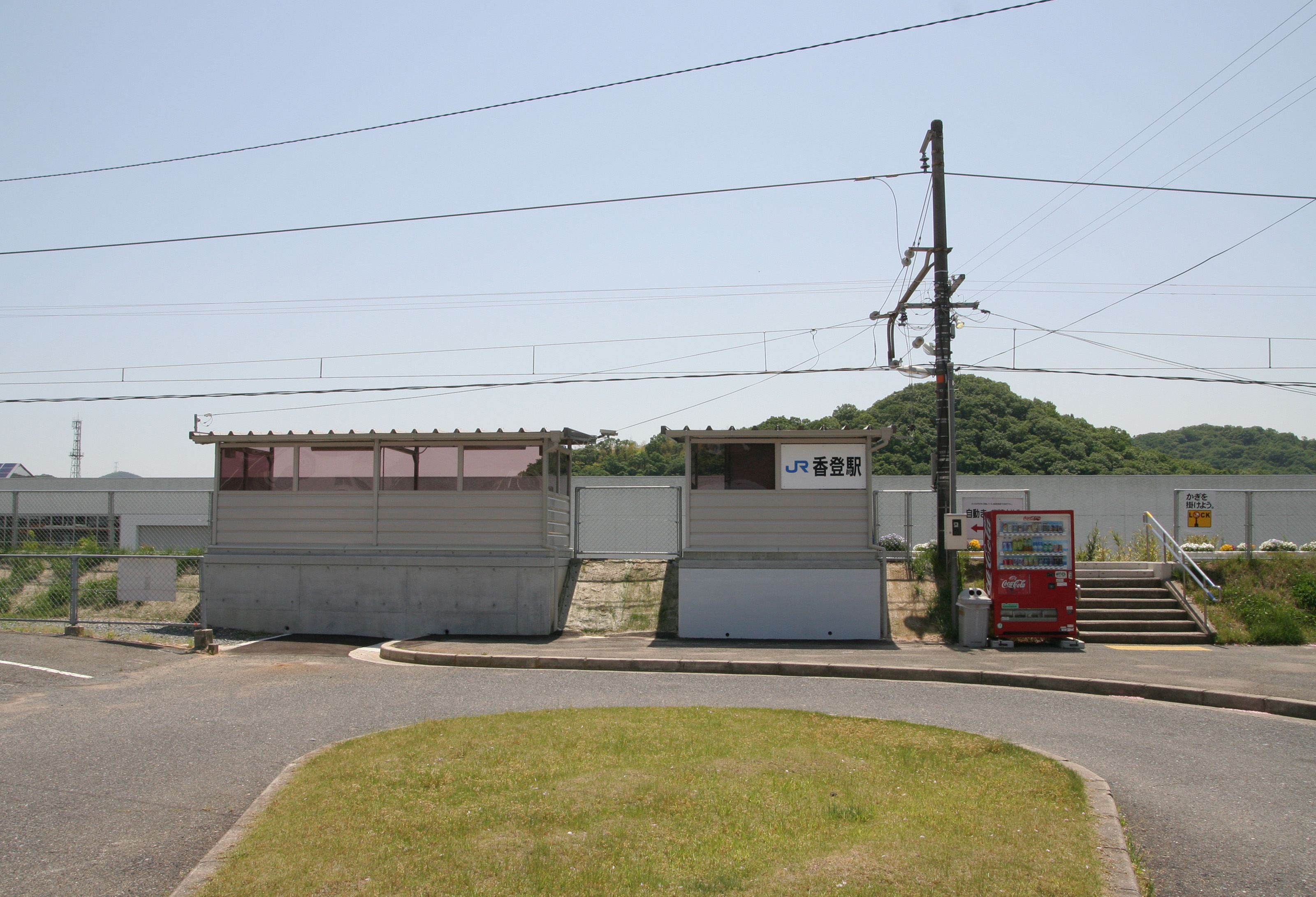
香登駅

旧山陽道筋には古い建物が残っている。人口は千人を超えたと考えられており、味噌、醤油醸造が盛んに行われていた。